# Narodowy Uniwersytet Kolumbii
Narodowy Uniwersytet Kolumbii (hiszp. Universidad Nacional de Colombia) – kolumbijski uniwersytet w Bogocie. Jest to największy i najważniejszy uniwersytet w kraju. Prowadzi badania naukowe we wszystkich dziedzinach wiedzy i przewodzi wyższemu szkolnictwu w Kolumbii.
Narodowy Uniwersytet Kolumbii to główny uniwersytet Kolumbii, w którym studiuje ok. 43 000 uczniów, z tego ok. 39 000 bez stopnia naukowego i ok. 4 000 ze stopniem. Ośrodki uniwersytetu mieszczą się w Bogocie, Medellin, Manizales, Palmirze, Letici, Arauce. Uniwersytet prowadzi 103 programy studiów w różnych dziedzinach wiedzy.
Uniwersytet prowadzi blisko 90% badań naukowych w kraju.

## Rektorzy
- 1990–1993 Antanas Mockus Sivickas
- 1994–1997 Guillermo Páramo Rocha
- 1997–2003 Víctor Manuel Moncayo Cruz
- 2003–2005 Marco Antonio Palacios Rozo
- 2005–2006 Ramón Fayad Nafah
- 2006–2012 Moisés Wasserman Lérner
- 2012–obecnie Ignacio Mantilla Prada

## Znani absolwenci
- Fernando Botero – malarz, rzeźbiarz,
- Jorge Eliécer Gaitán – polityk, minister edukacji,
- Fernando Vallejo – reżyser,
- Gabriel García Márquez – pisarz,
- Antanas Mockus – matematyk.